# Grupo Desportivo Samora Correia
}}
O Grupo Desportivo de Samora Correia é um clube de futebol português sediado na cidade de Samora Correia, Município de Benavente, Distrito de Santarém. Na época 2015-16, foi promovido para a primeira divisão distrital da Associação de Futebol de Santarém.

## História
O clube foi fundado em 8 de Setembro de 1975 e o seu presidente actual chama-se Mário Oliveira Reis. Aquando do último apuramento conhecido (2010) possuia 852 sócios.

## Órgãos sociais 2019- 2021
- Presidente: Pedro Falua Ferreira
- Vice-Presidente: Paulo Sérgio Abreu
- Vice-Presidente: Marta Almeida
- Vice-Presidente: Tiago Reis
- Vice-Presidente: Isabel Valente

## Ligas
Futebol
- 2005-2006 - 1ª divisão da Associação de Futebol de Santarém (10º lugar, 30 pontos)
- 2009-2010 - 2ª divisão da Associação de Futebol de Santarém (3º lugar, subida há 1ºdivisão da Associação de Futebol de Santarém)

## Palmarés
- 1ª Liga Regional de Santarém: 3

1982/83, 1993/94, 1996/97
- Taça do Ribatejo: 2

1982/83, 1993/94
- Supertaça "Dr. Alves Vieira": 3

1993/94, 1996/97, 2024/25

## Campo de jogos
O campo de jogos do clube é o Campo da Murteira que possui relvado natural e tem as dimensões de 105m x 65m.
Para além do campo de relvado natural, o GD Samora Correia possui um campo de apoio que possui relvado sintético. Este segundo campo está primariamente destinado ao uso por parte dos escalões da formação.

## Marca do equipamento desportivo
A equipa de futebol enverga equipamento da marca G Sport.